# Карл Мундщок
Карл Мундщок (на немски: Karl Mundstock) е германски журналист, сценарист, поет и писател на произведения в жанра драма, лирика и детска литература. Той е антифашист, член на движението за съпротива по време на Втората световна война и на организацията „Червената капела“.

## Биография и творчество
Карл Мундщок е роден на 26 март 1915 г. в Берлин, Германия, в работническо семейство на тапицер и шивачка. Учи в интернат на остров Шарфенберг, където се среща и се сприятелява с Ханс Копи (бъдещ участник в „Червената капела“). В периода 1932 – 1934 г. учи в училище „Карл Маркс“ в район Нойкьолн на Берлин. През 1933 г. се присъединява към Комунистическата младежка лига на Германия. През есента на 1933 г. нацистите, дошли на власт в Германия, го държат в затвора няколко седмици. През 1934 г. той е арестуван отново и е обвинен в незаконно разпространение на антинацистки брошури и листовки. Осъден е на две години затвор. По време на престоя си в затвора започва да пише поезия. След освобождаването си работи като фрезист и заварчик.
През 1936 г. става член на забранената Комунистическа партия на Германия и се включва в дейностите на съпротивителното движение срещу фашизма. В периода 1938 – 1939 г. завършва четири семестъра на дистанционно обучение по машиностроене, но след това е принуден да прекъсне обучението си. През 1939 г. е мобилизиран във Вермахта, а през 1944 г. е изпратен като войник на един от фронтовете на Втората световна война. Същата година е арестуван отново за „военна деградация“, но освободен поради липса на доказателства. Скоро след това той е заловен от британците. През декември 1945 г. се завръща в Берлин, където в края на 40-те години работи като кореспондент на различни вестници, а после като писател на свободна практика.
Автор е на редица романи, разкази, детски книги, есета, стихосбирки и сценарии. Първото му произведение „Der Messerkopf“ (Острието на ножа) е публикувано през 1950 г. Става известен през 1952 г. с романа си „Helle Nächte“ (Светли нощи), който се основава на изграждането на стоманолеярния завод в Бранденбург и новия град Сталинщат (сега Айзенхютенщат).
Следващите му книги – „До последния човек“, „Часът на Дитрих Конради“ и „Слънцето в полунощ“ са основани на преживяванията му по време на войната.
Някои от неговите произведения са цензурирани през комунистическата ера поради тяхното реалистично съдържание, което е в разрез с официалния политически курс на партийното ръководство, но до смъртта си той се противопаставя на конформизма.
От 1953 г. е член на Съюза на писателите на ГДР, от 1965 г. – на ПЕН център на ГДР, а от 1990 г. – на Асоциацията на немските писатели.
Карл Мундщок умира на 31 август 2008 г. в Берлин.

### Награди
- Орден за заслуги (1974)
- Литература награда на Германските профсъюзи (1983)
- Награда Гьоте (1984)
- Национална награда на ГДР II степен за постижения в областта на изкуството и литературата (1985)

## Произведения
- Der Messerkopf (1950)
- Der Gasmann kommt (1951)
- Schneller ist besser (1951)
- Helle Nächte (1952)
- Ali und seine Abenteuer (1955)
Али и неговите приключения, изд.: „Народна култура“, София (1961), прев. Христина Николова
- Bis zum letzten Mann (1957)
- Die Stunde des Dietrich Conradi (1958)
- Sonne in der Mitternacht (1959)
- Die alten Karten stimmen nicht mehr (1960)
- Gespenster-Edes Tod und Auferstehung (1962)
- Tod an der Grenze (1969)
- Karl Mundstock (1970)
- Wo der Regenbogen steigt (1970)
- Frech & frei (1974)
- Meine tausend Jahre Jugend (1981, 2005)
- Zeit der Zauberin (1985)
- Brief nach Bayern (1999)
- Der Tod des Millionen-Jägers. Die Wüste (2000)
- Die unsterbliche Macke (2001)
- Raus aus dem Dilemma (2003)